# Кола за сигурност
Кола за сигурност или сейфти кар (на английски: safety-car) в моторните спортове е специален автомобил, който излиза на трасето при възникване на опасност, лоши метеорологични условия или инцидент. Болидите се подреждат след нея и се движат така до прибирането ѝ в пит-лейна, като е забранено изпреварването ѝ.
Кола за сигурност във Формула 1 се използва за първи път в състезанието за Голямата награда на Канада през 1973 година.